# 71e bataillon de chasseurs à pied
Le 71e bataillon de chasseurs à pied est une unité d'infanterie légère de l'Armée française.

## Création et différentes dénominations
9 août 1914: formation du 71e bataillon de chasseurs à pied à Corlée, à partir du 31e BCP
13 juin 1918 : dissolution à Saint-Hilaire-en-Champagne
1939 : récréation du 71e bataillon de chasseurs à pied, comme bataillon de réserve de Série A[réf. nécessaire]
1940 : dissolution

## Historique

### La Première Guerre mondiale

#### 1914
Lorraine : Wallerysthal, Biberkirch, Abreschwiller, Roville, Doncières, Domptail, Mervillers, Forêt de Paroy

#### 1915
Lorraine : Croismare, Emberménil

#### 1916
Lorraine : Bois du Haut des Trappes
Verdun : ouvrage Rond, la reprise du fort de Vaux

#### 1917
Les Caurières
Champagne : Main de Massige, Cote 108.

#### 1918
Sapigneul
Plateau de Condé
Soissons

### La Seconde Guerre mondiale
Le bataillon est dissous en 1940.

## Sources et bibliographie
- Historique du 71e bataillon de chasseurs à pied : campagne 1914-1918, Paris, Chapelot, 23 p., lire en ligne sur Gallica.